# Texasschildpad
De texasschildpad (Gopherus berlandieri) is een schildpad uit de familie landschildpadden (Testudinidae). De soort werd voor het eerst wetenschappelijk beschreven door Louis Agassiz in 1857. Oorspronkelijk werd de wetenschappelijke naam Xerobates berlandieri gebruikt, en later Testudo berlandieri. De soortaanduiding berlandieri is een eerbetoon aan de Franse natuuronderzoeker Jean-Louis Berlandier (1805-1851).

## Uiterlijke kenmerken
De schildpad bereikt een maximale schildlengte tot 24 centimeter. De kleur van het schild is geelachtig. De kop en poten zijn geelbruin van kleur.

## Verspreiding en habitat
De texasschildpad komt voor in delen van Noord-Amerika, en leeft in de landen Mexico en de Verenigde Staten. De habitat bestaat uit zowel woestijnachtige gebieden als droge bossen.